# Khorasan-Platz
Der Khorasan-Platz ist ein Platz im Südosten der iranischen Hauptstadt Teheran, der von der Nordseite bis zur 17 Shahrivar-Straße und schließlich bis zum Imam-Hossein-Platz reicht. Der Khorasan-Platz bezieht sich hauptsächlich auf die umliegenden Viertel.